# White River (Connecticut River)
Der White River (englisch für „Weißer Fluss“) ist ein Fluss in Vermont und rechtsseitiger Zufluss zum Connecticut River.
Er gilt als der längste unregulierte Zufluss des Connecticut River.

## Flusslauf
White River entspringt auf der Ostseite der Green Mountains am Hang des Bread Leaf Mountain aus dem Skylight Pond und fließt zunächst südsüdöstlich, wobei er die Ostgrenze des Green Mountain National Forest bildet. Nach etwa 28 Kilometern wendet er sich zunächst nordöstlich, bevor er sich auf Höhe des Zuflusses des First Branch White River wieder nach Südosten richtet und bei White River Junction, neben South Royalton der einzigen größeren Siedlung im Flussgebiet, in den Connecticut River mündet.
Das Einzugsgebiet ist zu 84 % mit Wald bedeckt; 7 % werden landwirtschaftlich genutzt, 5 % werden durch Siedlungen, Verkehrswege und ähnliches bedeckt. Die verbleibenden 5 % sind durch weitere Wasserflächen belegt. Die Wasserqualität des White River ist über weite Streckenabschnitte hervorragend; nur 7 % der Flusslänge gelten als so stark belastet, dass sie Einfluss auf die Biosphäre haben. Als Hauptbelastung gelten Einträge aus der landwirtschaftlichen Nutzung. Der White River und zwei angrenzende Seen werden deswegen auch als Trinkwasserquellen genutzt.
Neben dieser Nutzung dient der White River insbesondere touristischen Zwecken. Das Angeln ist weit verbreitet, der Fluss ist eines der Laichgebiete des Atlantischen Lachses. Auch Kanutouren und vereinzelte Natur-Badestellen werden angeboten.
Das Flusstal wird für diverse Verkehrswege genutzt; so insbesondere für den Interstate 89 und die Bahnstrecke Windsor–Burlington. Die stillgelegte Bahnverbindung zwischen Bethel und Rochester der White River Railroad dient heute der Vermont Route 100, einer Landstraße, als Fundament.